# Río Pilchuck
El río Pilchuck es un río en el estado de Washington. El nombre se deriva de la jerga chinook pilpil ("sangre", "rojo") y chuck ("agua"), que significa "agua roja".

## Curso del río
El río Pilchuck nace en la cordillera de las Cascadas. Fluye principalmente hacia el oeste y luego hacia el sur después de Granite Falls para unirse al río Snohomish cerca de Snohomish. El río Snohomish desemboca en una parte del estrecho de Puget, el Possession Sound.